# Абрамішвілі Шакро Іванович
Шакро Іванович Абрамішвілі (1928, село Квемо Хеві Сачхерського району, тепер Сачхерський муніципалітет, Грузія — ?) — грузинський радянський діяч, робітник-очисник марганцевого рудника імені Калініна тресту «Чіатурмарганець» Грузинської РСР. Депутат Верховної Ради СРСР 5-го скликання.

## Життєпис
Закінчив сільську початкову школу. До 1947 року працював в колгоспі імені Калініна села Квемо Хеві Сачхерського району Грузинської РСР.
З 1947 по 1948 рік — учень фабрично-заводської школи № 5 міста Чіатура.
У 1948—1951 роках — бурильник та очисник рудоуправління тресту «Чіатурмарганець» Грузинської РСР.
У 1951—1954 роках — у Радянській армії.
З 1954 року — робітник-очисник марганцевого рудника імені Калініна тресту «Чіатурмарганець» Грузинської РСР.
Член КПРС з 1959 року.
Подальша доля невідома.